# Vladimir Yakovlevich Shainsky
Vladimir Yakovlevich Shainsky (tiếng Nga: Владимир Яковлевич Шаинский; 12 tháng 12 năm 1925 – 25 tháng 12 năm 2017) là một nhà soạn nhạc của Liên Xô và Nga.

## Tiểu sử
Shainsky sinh ra ở Kiev trong một gia đình người Do Thái. Ban đầu ông học vĩ cầm tại một trường âm nhạc ở Kiev. Việc học gián đoạn vào năm 1941 khi gia đình ông được sơ tán đến thành phố Tashkent, Uzbekistan do Thế chiến II. Ông tiếp tục học nhạc tại Nhạc viện Tashkent cho đến khi nhập ngũ vào Hồng quân. Sau chiến tranh, ông ghi danh tại Nhạc viện Moscow, tốt nghiệp là một nghệ sĩ vĩ cầm. Trong thập niên 1950, Shainsky chơi trong dàn nhạc của Leonid Utyosov, dạy nhạc và làm quản lý tại nhiều dàn nhạc khiêu vũ khác nhau. Sau đó, ông nghiên cứu cách soạn nhạc tại Học viện Âm nhạc Baku. Các tác phẩm đầu tay của ông gồm một tứ tấu đàn dây sáng tác năm 1963 trong thời gian ông học ở Học viện Âm nhạc Baku và một bản giao hưởng soạn năm 1965.
Trong sự nghiệp sáng tác của mình, Shainsky đã cho ra đời rất nhiều ca khúc dành cho trẻ em. Ông viết nhạc cho hàng loạt phim hoạt hình như Cheburashka, Katerok, Mamontenok và Kroshka Enot, đồng thời viết nhạc cho nhiều bộ phim như Bữa sáng trên thảm cỏ, Aniskin và Fantomas, Lại là Aniskin, Bản valse trường học, Finest – Chú chim ưng dũng cảm,... Ông cũng viết nhạc cho nhạc kịch. Gia tài ca khúc của ông rất đa dạng, chẳng hạn "Một người lính đang đi trong thị trấn", "Góc nhỏ của Nga", "Cây bạch dương", "Nụ cười", "Mây", "Một chú chó đi lạc", "Bài ca của Cá sấu Gena", "Ở trường cô dạy em thế", "Thật vui khi đi cùng nhau",... Shainsky cũng là tác giả của nhiều bài hát bằng tiếng Yiddish..Ông đã được trao nhiều giải thưởng, bao gồm Giải thưởng Nhà nước Liên Xô (1981), Nghệ sĩ Nhân dân CHXHCN Xô Viết Liên bang Nga (1986) và Huân chương Hữu nghị (1996). Ông đã nhiều lần thắng giải tại chương trình Bài hát của năm (do Liên Xô cũ thực hiện) kể từ năm 1971. 
Ông là Đảng viên Đảng Nước Nga thống nhất.  Shainsky mắc bệnh ung thư dạ dày và trải qua nhiều cuộc phẫu thuật. Ông qua đời lúc 2 giờ sáng ngày 25 tháng 12 năm 2017, hưởng thọ 92 tuổi, sau một thời gian dài bị bệnh tại Bệnh viện San Diego ở California, Mỹ.